# ジェームズ・ランス
ジェームズ・ウォルド・ランス（James Waldo Lance、1926年10月19日 - 2019年2月20日）は、オーストラリアの脳神経学者。ニューサウスウェールズ大学神経学講座の創設者であり、1987年～1989年の間、国際頭痛学会の会長を務めた。片頭痛の診断と治療の世界的権威であった。

## 初期の人生と教育
1926年10月19日、ニューサウスウェールズ州ウロンゴンで生まれた。ランスの両親はウロンゴンで地元のデパートを経営していた。母方の祖父はシドニー大学獣医学部の教授で CSIROのメンバーであった。シドニー大学に進学し、1950年に卒業した。

## シドニー・ロンドン・ボストン
1950年～1951年にかけて、ロイヤル プリンス アルフレッド病院の医務官を務め、1952年～1953年にかけてシドニー大学で医学博士号を取得して卒業した。1954 年、ロンドンで脳神経内科医としての訓練を受け、その後、ロンドンのクイーン スクエアにある国立病院に勤務した。その後、シドニーに戻り、シドニー病院等に勤務した後、1960年に渡米し、マサチューセッツ総合病院に勤務した。

## 科学的業績
1950年代に「切断された錐体路を再成長させる試み」と「麻痺した手足の動きを回復する試み」に関する論文を発表した。
ノースコット神経学センターにいる間、「片頭痛患者の 50% 未満」が医療提供者から効果的な治療を受けていることに注目し 、片頭痛患者500例を分析して1960年発表された論文は 今日、古典的な引用論文として認識されている。
1963年、マサチューセッツにいる間にアメリカの脳神経内科医のレイモンド・アダムスとともに低酸素脳症後のミオクローヌス (現在、ランス・アダムス症候群と呼ばれている)について研究を行った。
Prince Henry病院にいる間に片頭痛の生理的な研究を行い、特にセロトニンと脳血管についての研究を行った。この研究は現在片頭痛の臨床で使われているトリプタン製剤の基礎となった。

## 表彰・受賞
- 1977:大英帝国勲章 [16]
- 1991: オーストラリア勲章[16]
- 2001: センテナリー・メダル
- 2018: ジェームズ・ランス - ピーター・ゴアドズビー片頭痛年次シンポジウムが初開催された。

## プライベート
ランスはジュディとほぼ70年間結婚し、5人の子供をもうけた。2019 年2 月20日、母国オーストラリアで死去した。